# Оперска кућа
Оперска кућа је позориште која се користи за извођење опера. Као и многа позоришта, обично укључује позорница, оркестарску јаму, седишта за публику, бекстејџ просторе за костиме и грађевинске гарнитуре, као и канцеларије за администрацију институције.
Док су неки простори изграђени посебно за опере, друге оперске куће су део већих центара сценских уметности. Заиста, термин опера се често користи као термин престижа за било који велики центар извођачких уметности.

## Историја

### Грчко-римска антика
На основу Аристоксеновог музичког система и одајући почаст архитектама старогрчког позоришта, Марко Витрувије је у 1. веку пре нове ере, у својој расправи De architectura, описао идеалну акустику позоришта. Објаснио је употребу мједених ваза које је Луције Мумије Ахаик донео у Рим након што је срушено позориште у Коринту, и како су се вероватно користиле у Помпејевом позоришту. Како су дрвена позоришта била природно звучна, ове вазе, постављене између седишта на трибинама, служиле су као резонатори у каменим зградама: „Помоћу овог аранжмана, глас који ће са сцене долазити као из центра, шириће се у кругови, удариће у шупљине ваза, и постаће јачи и јаснији, у складу са односом сазвучја који ће имати са једном од ових ваза." Одеон који је Перикле саградио у близини Дионисовог позоришта у Атини био је, према Суду, намењен за пробу музике која је требало да се пева у великом позоришту или, према Плутарху, за жири за аудицију музичара који се такмиче за награду.
Античка позоришта су пружала идеалне услове, али још није било време за оперу: циљ је био да се обожавају божанства, а не да се поштују музе. Предмет је био религиозан, био је праћен певањем и инструменталном музиком. Богослужење је било јавно, а публику су чинили грађани као и друге категорије становништва. Четири века касније, Црква је напустила спектакле какве су се практиковале у антици. Хистриони, представници грчко-римске цивилизације, постепено су нестали.

### Средњи век
У средњем веку су напуштена античка позоришта, која су претворена у гигантске каменоломе, као и многе друге античке грађевине, јавне или приватне. Музика је и даље имала своје место у богослужењу. Наставио је да окупља публику, али је његов садржај потпуно обновљен. "Данилова игра" је била певана представа, карактеристична за средњовековну ренесансу 12. века. Тема, преузета из библијске Књиге пророка Данила, бави се Вавилонским ропством. Комад су написали и извели ученици Епископске школе у Бовеу, која се налази у северној Француској. У 15. веку певано позориште религиозне природе налазило је посебно место у представама мистерија које су се изводиле на катедралним трговима. Као и раније, бавили су се светим темама, али се нису бавили богослужењем. Постојало је и световно музичко позориште, али је имало популарнији и интимнији аспект (видети, на пример, Jeu de Robin et Marion Адама де ла Ала („Представа Робина и Мерион“), у 13. веку).

### Модерни период
Почетком 17. века у Италији је певање доживело још једну обнову, појавом барокне уметности на врхунцу ренесансе. Италија и даље има много оперских кућа, као што је Театро Масимо у Палерму (највећи у земљи), Teatro di San Carlo у Напуљу и Teatro alla Scala у Милану. Театро Сан Касијано у Венецији је била прва јавна оперска кућа на свету, отворена као таква 1637.
У 17. и 18. веку, оперске куће су често финансирали владари, племићи и богати људи који су користили покровитељство уметности да подрже своје политичке амбиције и друштвени положај. У Лондону није било опере када је Хенри Персел компоновао, а прва опера у Немачкој, Oper am Gänsemarkt, изграђена је у Хамбургу 1678. године, затим Oper am Brühl у Лајпцигу 1693. и Opernhaus vorm Salztor у Наумбургу 1701. године. Са успоном буржоаских и капиталистичких друштвених облика у 19. веку, европска култура се удаљила од свог патронатског система ка систему који је подржавала јавност.

Ране опере у Сједињеним Државама служиле су разним функцијама у градовима, домаћинима плесова у заједници, сајмова, представа и водвиљ представа, као и опера и других музичких догађаја. Током 2000-их, већина оперских и позоришних компанија је подржана средствима из комбинације државних и институционалних грантова, продаје улазница и приватних донација.
- Opéra-Théâtre de Metz Métropole, саградио добротвор Шарл Луј Огист Фуке, војвода де Бел-Исл током 18. века; то је најстарија оперска кућа која ради у Француској.
- Естејт Театар у Прагу  је једино позориште које је преостало у коме је Моцарт наступао.
- Између 1847. и 1989. Лицеу у Барселони била је највећа оперска кућа у Европи по капацитету, са својих 2.338 седишта у то време.
- Музичка академија у Филаделфији је најстарија оперска кућа у САД.
- Бајројт Фестшпилхаус у Бајројту, саградио ју је Рихард Вагнер и посветивши се искључиво извођењу његових сценских дела.

## Друге употребе термина
У Сједињеним Државама у 19. веку, многа позоришта су добила назив „оперска кућа“, чак и она у којима се опера ретко изводила, ако је уопште икада извођена. На оперу се гледало као на респектабилнији облик уметности од позоришта; називање локалног позоришта „оперском кућом” је стога послужило да се оно уздигне и превазиђе приговоре оних који су сматрали да је позориште морално неприхватљиво.

## Галерија
- Teatro alla Scala у Милану
- Ла Фениче у Венецији
- Берлинска државна опера нс Unter den Linden
- Национални театар у Минхену, Germany; дом Баварске државне опере
- Театро Реал у Мадриду
- Бољшој театар у Москви, дом Бољшој Балета
- Гранд Театар у Варшави
- Ла Моне у Бриселу
- Краљевска опера у Лондону
- Марински театар у Санкт Петербургу
- Бечка државна опера
- Palais Garnier у Паризу
- Опера де Монте Карло у Монаку
- Semperoper у Дрезден
- Мађарска државна опера у Будимпешта
- Народно позориште у Прагу
- Teatro Colón у Буенос Ајресу
- Циришка оперска кућа у Цириху
- Театро Муниципал у Сао Паолу
- Кенедијева оперска кућа у Вашингтону
- Метрополитска оперска кућа на Линколновом тргу у Њујорку
- Стопера у Амстердаму
- Нови Национални Театар у Токију
- Опера у Копенхагену
- Опера у Ослу
- Национални центар за сценске уметности у Пекингу,